# کوکوی نوک‌زرد
کوکوی نوک‌زرد (نام علمی: Coccyzus americanus) نام یک گونه از تیره کوکو است.

## نگارخانه

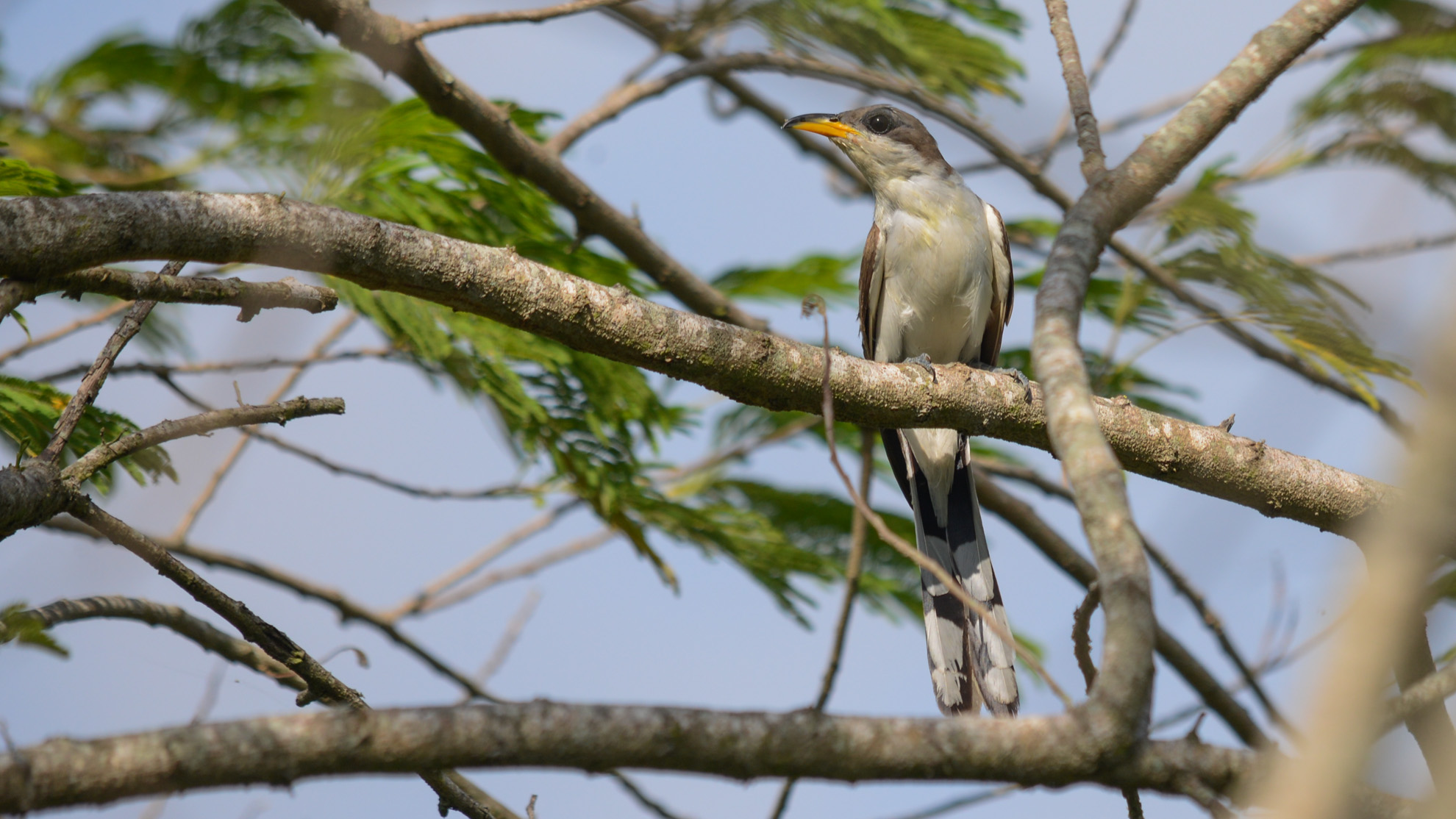
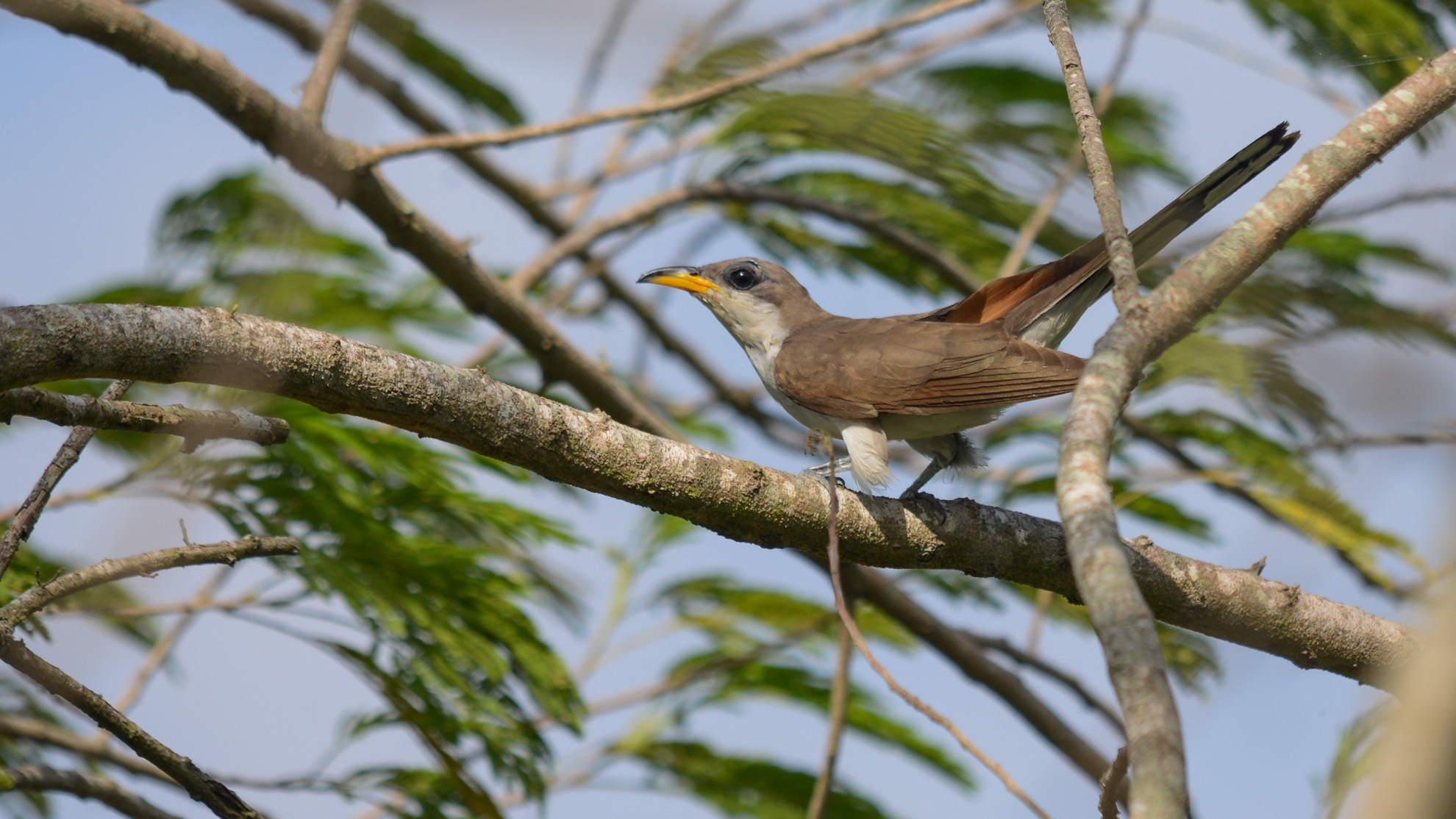
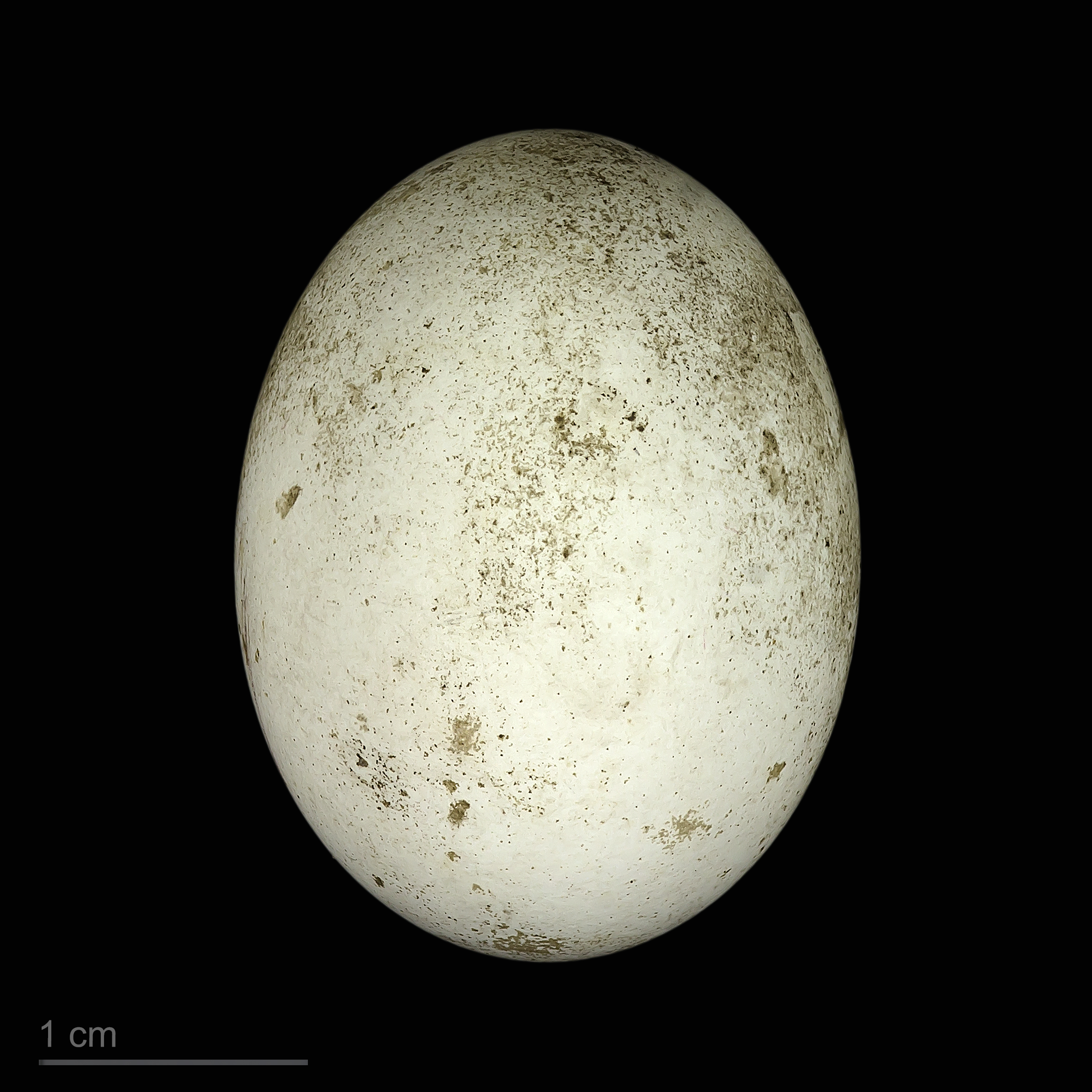
Coccyzus americanus